# 大阳天柱塔
大阳天柱塔是一座明代古建筑，位于山西省晋城市泽州县大阳镇大阳四分街村。2013年1月，大阳天柱塔公布为晋城市文物保护单位，编号3-61。